# James Scully
James Nicholas Scully (San Antonio (Texas), 19 april 1992) is een Amerikaans acteur. Hij speelde in diverse films en series, waaronder The Last Thing He Wanted, Heathers en You.

## Filmografie

### Film
- 2019: Straight Up, als Ryder
- 2020: The Last Thing He Wanted, als slordige verslaggever
- 2022: Fire Island, als Charlie
- 2023: Problemista, als Bingham
- 2023: Thirst Trap, als Nic
- 2024: Something's More Than One Thing, als Remy

### Televisie
- 2016: Sublets, als partyganger
- 2017: Quantico, als Tate
- 2018: Heathers, als Jason "JD" Dean
- 2018: 9-1-1, als Travis
- 2019-2021: You, als Forty Quinn
- 2021: Modern Love, als Ford
- 2022-2023: Titans, als Bernard Fitzmartin
- 2024: Fantasmas, als Brandon / Dog

### Computerspel
- 2019: Telling Lies, als Eric

### Videoclips
- 2023: In Your Love, van Tyler Childers